# Księstwo Dolnopanońskie
Księstwo Dolnopanońskie, w literaturze popularnej również Chorwacja Posawska lub Panońska (chorw. Donjopanonska kneževina, Panonska lub Posavska Hrvatska) – wczesnośredniowieczne księstwo powstałe w południowej (dolnej) Panonii po pokonaniu na tym obszarze Awarów przez Imperium Karolińskie na przełomie VIII i IX w.; drugi, obok Chorwacji Dalmatyńskiej, wczesnośredniowieczny twór państwowy na obszarze współczesnej Chorwacji. Głównym ośrodkiem i siedzibą władcy było miasto Sisak.
Po podboju Awarów na przełomie VIII i IX w. Frankowie utworzyli na obszarze południowej Panonii tzw. Księstwo Dolnopanońskie. Pierwszym władcą, o którym wspominają kroniki frankijskie, był Ljudevit, znany ze zorganizowania słowiańskiego powstania przeciwko Frankom (818 r.), w celu zrzucenia ich zwierzchnictwa. Ljudevit został przez Franków pokonany i wygnany (822 r.). Nie wiadomo jak wyglądały rządy w księstwie po 822 r. Dokładne granice państwa Ljudevita nie są znane, jednak prawdopodobnie główną domenę stanowił obszar między rzeką Drawą i Sawą z ośrodkiem w Sisaku. Osłabienie pozycji frankijskich w regionie przyciągnęło Bułgarów. W 827 r. chan Omurtag najechał Panonię, zapoczątkowując kilkuletnią wojnę frankijsko-bułgarską. Ostatecznie Bułgarzy zrzekli się wszelkich roszczeń terytorialnych w Panonii, w zamian za uznanie ich zwierzchności nad Timoczanami i Obodrzytami. W 838 r. w źródłach pojawia się książę dolnopanoński Ratimir, do którego zbiegł książę nitrzański, Pribina, wygnany przez władzę wielkomorawskiego, Mojmira I. Frankowie odbierając to jako początek nowego buntu najechali kraj Ratimira. Władca zbiegł, a Pribina porozumiał się z Frankami i otrzymał we władanie obszar wokół jeziora Balaton (tzw. Księstwo Błatneńskie). W 884 r. w źródłach pojawia się książę Braslav. W 896 r. Braslavowi powierzono obronę Dolnej Panonii przed Węgrami. Najprawdopodobniej złupienie Księstwa Dolnopanońskiego przez Węgrów zaowocowało pozostawieniem obszaru Dolnej Panonii bez władzy. Najpóźniej w czasach chorwackiego władcy Tomisława, Sisak znalazł się w strefie wpływów Chorwatów z Dalmacji, lecz nieznane pozostają okoliczności włączenia go do Królestwa Chorwacji.

## Nazwa
Chorwacja Panońska lub Posawska są terminami stricte historiograficznymi. Najprawdopodobniej użycie terminu Chorwacja Panońska, na określenie wczesnośredniowiecznego księstwa Ljudevita, zapoczątkował chorwacki historyk, Ferdo Šišić, w swoim dziele pt. Pregled povijesti hrvatskoga naroda (Przegląd historii narodu chorwackiego) z 1916 r. Termin ten przyjął się w historiografii i rozprzestrzenił się za sprawą podręczników szkolnych i opracowań popularnonaukowych. Sporadycznie, w kontekście średniowiecza, występuje również określenie Północna Chorwacja. Współcześnie w dyskursie naukowym powyższe terminy zastąpione zostały bardziej neutralnym Księstwem Dolnopanońskim (używają go chorwaccy badacze tj. Nada Klaić, Tomislav Raukar, Ivo Goldstein i Neven Budak). Nie został odnaleziony żaden dokument świadczący, aby mieszkańcy obszaru między Drawą i Sawą, we wczesnym średniowieczu określali się jako Chorwaci, jak miało to miejsce w Dalmacji.
Żaden z powyższych terminów nie jest historyczny. W ówczesnych źródłach wspomniany obszar określa się jako Pannonia, Pannonia inferior, regnum inter Savum et Dravum lub po prostu jako ziemia księcia, który nią w danym czasie zarządzał.

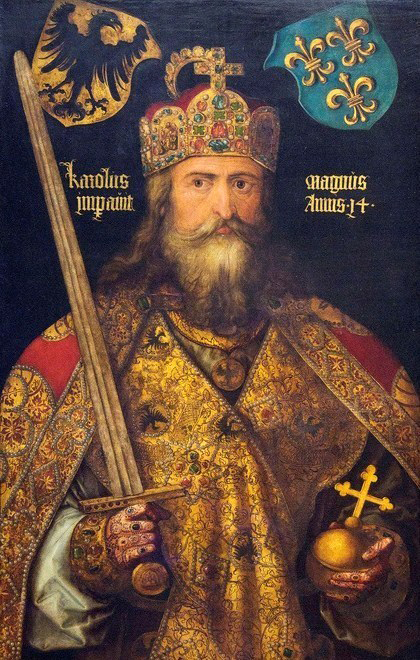
Karol Wielki – cesarz rzymski; pokonał Awarów w Panonii

## Historia
W porównaniu z Chorwacją Dalmatyńską, badanie historii Księstwa Dolnopanońskiego jest utrudnione przede wszystkim z uwagi na bardzo ubogie informacje w źródłach pisanych. Ośrodkiem chorwackiej kultury, etnosu i państwowości w średniowieczu pozostawała przede wszystkim Dalmacja.
Księstwo Dolnopanońskie bywa w opracowaniach utożsamiane z Księstwem Błatneńskim. Rozgraniczenie tych dwóch tworów przysparza trudności ze względu na szczątkowy materiał źródłowy, bliskość terytorialną i nie do końca znane granice ich jurysdykcji. Władcy Księstwa Błatneńskiego bywają przedstawiani jako następcy władców dolnopanońskich. Chorwacka historiografia odróżnia od siebie oba księstwa postrzegając rzekę Drawę, jako linię rozgraniczającą Księstwo Błatneńskie (na północ od Drawy) i Księstwo Dolnopanońskie (na południe).

### Geneza
Na podstawie znalezisk archeologicznych trudno jest określić krajobraz etniczny Kotliny Panońskiej z VII i VIII w. Obrzędy pogrzebowe i sposób postępowania z ciałami zmarłych zmieniały się i mieszały pod wpływem różnych grup etnicznych. Jest to wynik koegzystencji wielu ludów, które walczyły ze sobą na przestrzeni wieków, m.in. Rzymian, Gepidów, Longobardów, Słowian, Bułgarów oraz Awarów. Chrystianizacja, która nasiliła się po podboju Kaganatu Awarskiego przez Franków, stopniowo zacierała te różnice i ujednolicała zwyczaje pogrzebowe. Ludność, która przybyła do Panonii, zasiedliła antyczne ruiny wielu miast. Tak stało się m.in. w przypadku antycznej Mursji (Osijek), Cibalae (Vinkovci). Niewystarczająca ilość znalezisk archeologicznych z okolic Sisaka nie pozwala na dokładne określenie charakteru wczesnośredniowiecznego zasiedlenia. Prawdopodobnie jednak miasto, nawet po upadku rzymskiej władzy ok. 600 r., mogło zapewniać odpowiednie schronienie nowym mieszkańcom.
Choć pierwsze wiarygodne informacje o księstwie między Drawą a Sawą pojawiają się dopiero przy okazji powstania Ljudevita w roku 818, to niektóre szczątkowe informacje źródłowe mogą wskazywać, że jeszcze przed rokiem 803, na obszarze między rzeką Sawą, Drawą i Dunajem, istniała, podległa Frankom, lecz zarządzona przez słowiańskich władców, organizacja państwowa, którą w historiografii określa się mianem Księstwa Dolnopanońskiego. Południowa (Dolna) Panonia znalazła się pod władcą frankijską najprawdopodobniej jeszcze w 796 r., po pokonaniu Awarów na tym obszarze przez Karola Wielkiego. Wraz z Frankami do Panonii przyszło odnowienie kultu i administracji chrześcijańskiej. Latem 796 r. nad brzegiem Dunaju, na terytorium Kaganatu Awarskiego, odbył się synod kościelny, który prowadził akwilejski patriarcha Paulin. Na zgromadzeniu podejmowano kwestie chrzczenia Awarów i Słowian, czyli rechrystianizację Panonii. W trakcie wojen z Awarami źródła frankijskie wspominają słowiańskiego dowódcę, Wojnomira, którego dawna historiografia postrzegała jako księcia dolnopanońskiego, jednak nie pojawia się on w źródłach z takim tytułem. Po pokonaniu Kaganatu Awarskiego dokonano administracyjnego podziału podbitego obszaru. Frankijskie wschodnie terytoria podzielono między marchię Friulską (pod wodzą margrabiego Eryka) i Marchię Wschodnią, rozdzielone na rzece Drawie. Na tejże rzece spotykała się również jurysdykcja arcybiskupstwa Salzburskiego i patriarchatu akwilejskiego. Obszar dużej marchii Friuli podzielono na księstwa pod wodzą rodzimych książąt słowiańskich; na obszarze współczesnej Chorwacji źródła mówią o dwóch ośrodkach: księstwie Dalmacji i Liburni (tzw. Chorwacji Dalmatyńskiej) zarządzanym przez Bornę i Księstwie Dolnopanońskim pod wodzą Ljudevita.

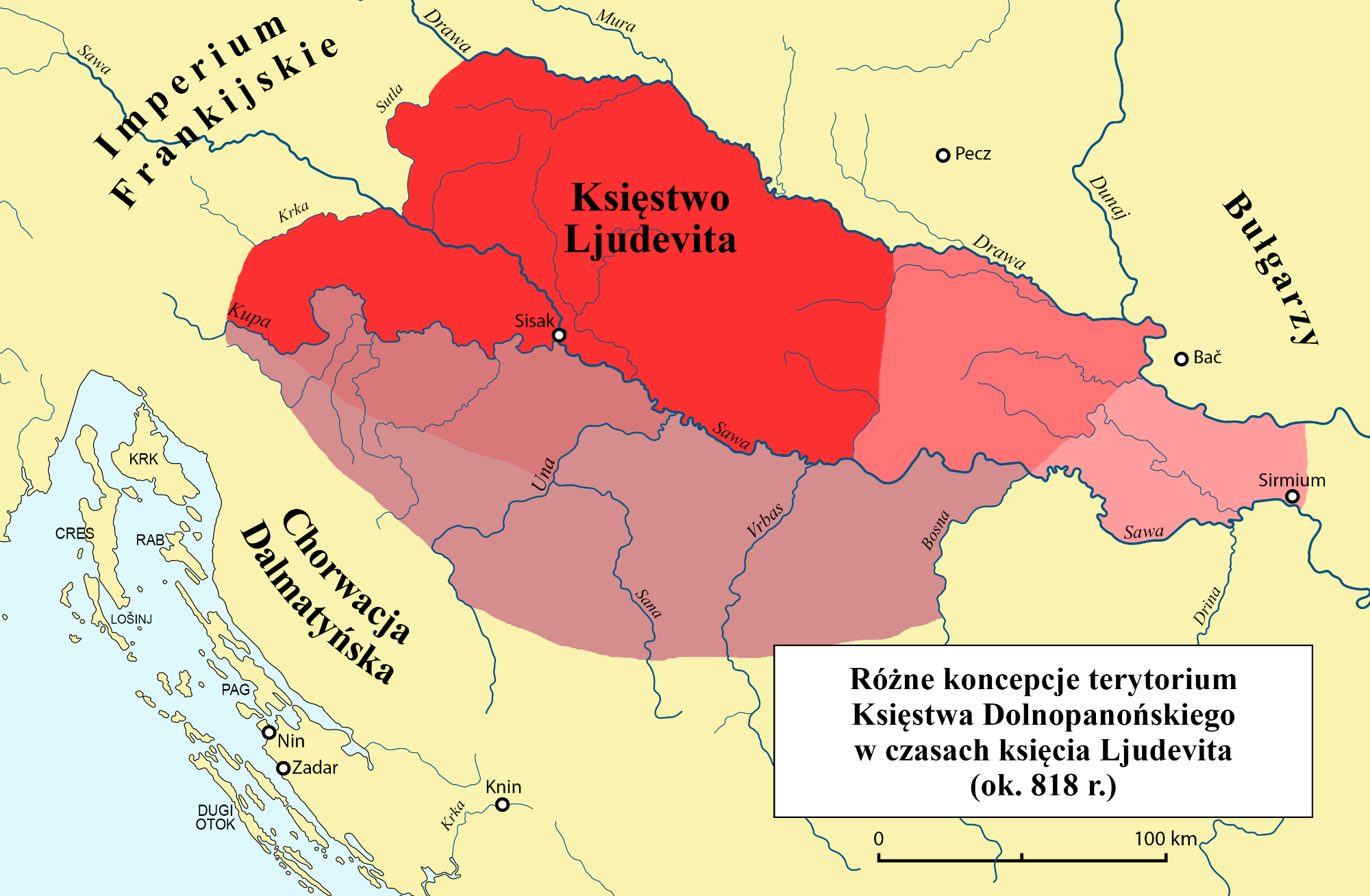
Wyznaczenie granic księstwa Ljudevita wciąż pozostaje przedmiotem sporu historyków. Prawdopodobna główna domena księstwa, z którą zgadza się większość historyków, została oznaczona intensywnym kolorem czerwonym. Pozostałe terytoria różnią się w zależności od opracowania

### Księstwo Ljudevita
Pierwsze informacje o księstwie między Drawą a Sawą powiązane są z powstaniem Ljudevita (818–822). Wtedy też, po raz pierwszy od ponad 200 lat, w źródłach pojawia się nazwa grodu Sisak (Siscia civitate), który miał pełnić rolę siedziby słowiańskiego księcia – Ljudevita. Tytuł Ljudevita (dux lub rector Dolnej Panonii) był, tak jak w przypadku Borny, charakteru terytorialnego, co wskazuje na to, iż był nadany przez Franków w celu zarządzania terytoriami pogranicznymi, np. w celu obrony przed Bułgarami. Księstwo władcy podlegało margrabiemu Friuli – Kadolahowi. Nieznane są dokładne początki panowania Ljudevita, jednak sam fakt, iż władca odważył się wystąpić zbrojnie przeciwko Frankom pokazuje, że swoje położenie określał dostatecznie silnym i czuł się wystarczająco pewny władzy, co może dowodzić, że dzierżył ją od dłuższego czasu.

#### Sisak
Opisując powstanie Ljudevita, frankijski kronikarz Einhard określił Sisak mianem civitas, czyli miasta, a nie tylko castrum – twierdzy lub grodu obronnego. Najprawdopodobniej Sisak był jedynym miastem ówczesnej Panonii. Jednocześnie nazwa civitas wskazuje, że w owym czasie miasto posiadała obmurowanie. Różne przedmioty znalezione w Sisaku dowodzą, iż był on zamieszkany od VIII do XI w., jednak ani jednego ze znalezisk nie udało się z całą pewnością przyporządkować do czasów panowania Ljudevita. Wszystkie odnalezione artefakty przypadają na czasu sprzed okresu Ljudevita lub po panowaniu władcy. Drobne przedmioty i kamienne fragmenty pokazują, iż Sisak był ważnym ośrodkiem regionu, lecz w drugiej połowie IX w. Miasto położone było na zachodnim obszarze księstwa, dzięki czemu władca w swojej stolicy był znacznie mniej narażony na atakami nieprzyjaciół niż we wschodniej części kraju. Dodatkowo Sisak był naturalnie zabezpieczony przez opływającą go rzekę Kupę, dzięki czemu mógł stanowić idealną lokalizację dla wczesnośredniowiecznego grodu. Ośrodek zachował swoją starożytną nazwę, co wskazuje na fakt, iż w mieście pierwiastek antyczny zromanizowany nie uległ całkowitemu zanikowi, nawet po stuleciach migracji ludów i awarsko-słowiańskich wojen. Frankowie wraz ze swoją władzą szerzyli również chrześcijaństwo, tak też prawdopodobnie było w Sisaku. Frankijscy misjonarze mogli tam natrafić na wsparcie zromanizowanej i ochrzczonej ludności, która przetrwała stulecia pustoszenia i pogańskiej władzy, jeszcze od czasów Cesarstwa Rzymskiego.

#### Granice
Nie ma wątpliwości, że księstwo Ljudevita było częścią Panonii, jednak nie jest pewne, jakie dokładnie obszary zajmowało. Księstwo Dolnopanońskie prawdopodobnie obejmowało większość współczesnej północno-wschodniej Chorwacji. Kraj musiał być na tyle duży, aby zapewniać Ljudevitowi zasoby do stawiania długotrwałego oporu Frankom. Północną granicę wyznaczała rzeka Drawa. Granica południowa prawdopodobnie sięgała rzeki Sawy i Kupy, ponieważ na tej rzece toczyły bitwę oddziały Ljudevita i Borny, po której to Borna wdarł się na terytorium Ljudevita. Zachodnia granica księstwa sięgała dzisiejszej Słowenii, wyznaczała ją prawdopodobnie rzeka Sutla i Krka. Na wschodzie władza Ljudevita mogła sięgać do Sirmium, ponieważ prawdopodobnie obszar Srijemu, od czasu wojny z Awarami, był w rękach Franków. Baranja, jako region na północ od Drawy, pozostawała poza kontrolą dolnopanońskiego władcy, podobnie jak Međimurjem na zachodzie.
Mieszkańcy księstwa, w ówczesnych źródłach z IX w., noszą nazwę Panonów lub Słowian. Oprócz nich na obszarze Panonii źródła wspominają tylko Awarów, lecz na północ od Drawy. Zachowane źródła w kontekście dokładnej mapy etnicznej obszaru Panonii nie są uważane za rzetelne, lecz stanowią dowód, iż etnogeneza ludów tam zamieszkujących nie różni się od etnogenezy słowiańskiej. Na synodzie, zwołanym w 822 r. we Frankfurcie, gdzie zgromadzili się przedstawiciele wszystkich wschodnich Słowian pod władzą frankijską, nie było nikogo, kogo historycy rozpoznaliby jako przedstawiciela obszaru między Sawą a Drawą. Niewykluczone, że buntownicy pokonani w trakcie powstania Ljudevita nie przysłali swojego przedstawiciela na synod, ale bardzo mało prawdopodobne, aby w tym okresie nie byli jeszcze postrzegani, jako osobna grupa etniczna z własną nazwą, tylko wciąż ogólnie – jako Słowianie.

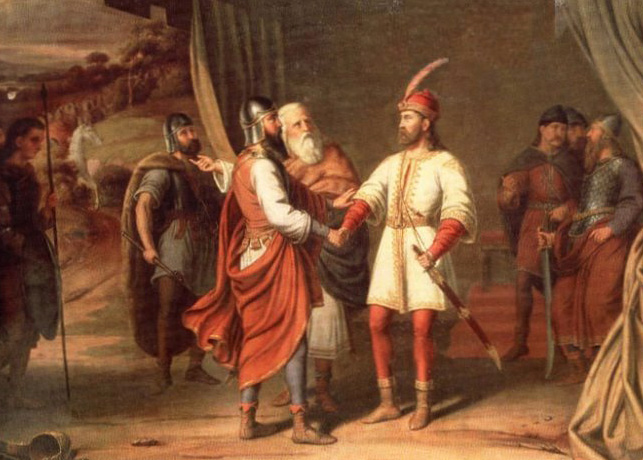
Książę Ljudevit

### Powstanie Ljudevita
W 819 r., z niezupełnie jasnych powodów Ljudevit wzniecił słowiańskie powstanie przeciwko Frankom, w celu zrzucenia ich zwierzchnictwa. Źródłem konfliktu, jak podaje frankijski kronikarz Einhard, miało być aroganckie zachowanie margrabiego Friuli, Kadolaha, w stosunku do ludności słowiańskiej. Książę Chorwacji Dalmatyńskiej, Borna, opowiedział się po stronie Franków. Po początkowych sukcesach Ljudevita, po kilku latach walk, szala zwycięstwa przechyliła się na stronę Franków i Chorwatów z Dalmacji. Powstanie zostało stłumione, a Ljudevit pokonany ostatecznie w roku 822. Władca zbiegł do bliżej nieznanych serbskich posiadłości w Dalmacji, a następnie do Chorwacji Dalmatyńskiej, gdzie miał zostać zamordowany.
Po zdławieniu powstania Ljudevita wyraźnie zmniejszyła się liczba informacji w źródłach na temat obszaru Księstwa Dolnopanońskiego. Upadek powstania miał dalekosiężne skutki, ponieważ osłabił pozycję Italii i Friuli w stosunku do Bawarii i otworzył drogę Bułgarom do Slawonii. Kilka lat po powstaniu Ljudevita Frankowie dokonali nowego podziału administracyjnego Panonii. Ostatecznie zniknął Kaganat Awarski, a wszystkie terytoria podbite przez Franków weszły pod władzę Ludwika II Niemieckiego (króla Bawarii od 817 r.). Ustanawiając granicę między Górną i Dolną Panonią na Drawie, odnowiono niejako administracyjny podział z czasów Cesarstwa Rzymskiego. Nie wiadomo jak wyglądały rządy w Księstwie Dolnopanońskim po 822 r. Z racji braku jakichkolwiek informacji o jednym konkretnym władcy, możliwe jest, iż po stłumieniu powstania Frankowie nie wybrali nowego księcia dolnopanońskiego, lecz zdali się na lokalnych mniejszych książąt słowiańskich, których łatwiej mogli utrzymać pod kontrolą. Godność księcia dolnopanońskiego ponownie pojawiła się w źródłach w postaci dux Pannoniae Ulterioris.

### Konflikt frankijsko-bułgarski
Załamanie się Kaganatu Awarskiego pod naporem frankijskim nałożyło się z polityczną ekspansją państwa bułgarskiego. Bułgarzy z racji swojego położenia i swoich doświadczeń historycznych naturalnie byli skonfliktowani z Bizancjum, lecz tym razem, na blisko 20 lat, swoje zainteresowanie skierowali na zachodnią część niziny Panońskiej. Najprawdopodobniej powstanie Ljudevita poważnie osłabiło pozycje frankijskie w Dolnej Panonii, co przyciągnęło Bułgarów. Frankijsko-bułgarskie relacje zaostrzyły się z powodu sporu o zwierzchnictwo nad Timoczanami i Obodrzytami naddunajskimi, którzy, jak podają Annales Regni Francorum, zerwali przymierze z Bułgarami i przeszli na stronę Franków, uznając ich zwierzchność. Na początku 824 r. na dworze frankijskiego cesarza Ludwika I Pobożnego pojawiło się poselstwo chana Omurtaga, który chciał zawrzeć pokój i rozwiązać konflikt. Pertraktacje o zmianie granic w latach 824–826 nie przyniosły rezultatów. W 827 r. Omurtag przeprowadził szybki najazd na frankijską Panonię. Bułgarzy pokonali Drawę i wtargnęli na terytorium frankijskie, pustosząc obszar wzdłuż rzeki i obalając lokalnych słowiańskich książąt – poddanych Franków. Nie wiadomo, jakie były możliwości obronne Franków, jak daleko dotarły wojska bułgarskie i czy podbite tereny przyłączono do państwa bułgarskiego. Najazd najprawdopodobniej nie był szczególnie głęboki. Ofensywa wyhamowała prawdopodobnie na Górnej Panonii – na obszarze na północ od Drawy. Prawdopodobnie Bułgarzy zawładnęli częściowo Górną i Dolną Panonią, szczególnie wzdłuż dolnego biegu Drawy, lecz tylko przejściowo. Już latem 828 r. Frankowie przeprowadzili kontratak pod wodzą króla Ludwika Niemieckiego, który odzyskał, przynajmniej chwilowo, kontrolę nad dawnymi granicami panońskimi. Źródła milczą na ile i czy w ogóle frankijska interwencja była skuteczna, jednak jest wielce prawdopodobne, iż Frankom udało się odrzucić przeciwnika całkowicie, lub przynajmniej częściowo, z Panonii, ponieważ już rok później Bułgarzy powtórzyli najazd. W 829 r. Bułgarzy ponownie sforsowali Drawę i splądrowali kilka wsi niedaleko rzeki. Tym razem najazd cechował znacznie mniejszy rozmach, mimo wszystko świadczył on jednak o słabości pozycji Franków w regionie. Najprawdopodobniej z powodu bułgarskich najazdów terytorium Księstwa Dolnopanońskiego uległo znacznemu zmniejszeniu, co mogło prowadzić do rozszerzania terytorium księstwa Chorwacji Dalmatyńskiej, choć nie ma na to bezpośrednich dowodów. Po kilku latach konfliktu obie strony prawdopodobnie doszły do wniosku, że sporu nie uda się rozwiązać na drodze walki zbrojnej, być może również z powodu jej niskiej intensywności. Nie wiadomo dokładnie kiedy zawarto pokój, jednak w źródłach pojawia się informacja, że w 832 r. do cesarza Ludwika przybyło bułgarskie poselstwo z darami, co wskazuje na uprzednie zawarcie jakiegoś porozumienia i normalizację stosunków. Frankowie przyznali Bułgarom zwierzchność nad Timoczanami i Obodrzytami, a Bułgarzy zrzekli się wszelkich roszczeń terytorialnych w Panonii, która pozostała w rękach Franków, aż do przybycia Węgrów. Po nieudanej obronie wschodnich granic Imperium Karolińskiego marchię friulską podzielono na cztery nowe grafstwa, zależne od Marchii Wschodniej. Możliwe, że wtedy lub nieco później Dolna Panonia przeszła pod zwierzchnictwo Marchii Wschodniej.

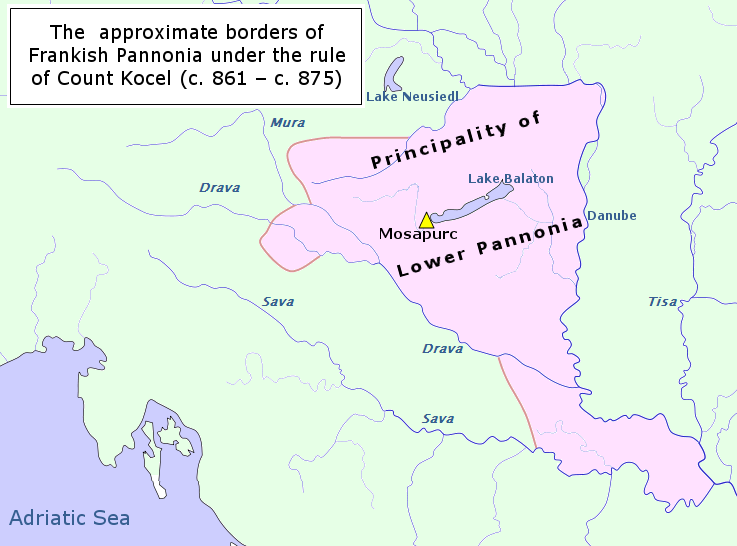
Jedna z koncepcji terytorium Księstwa Błatneńskiego

### Ratimir
W 838 r. źródła wspominają o władcy kraju między Drawą i Sawą (ale również na południe od Sawy) – Ratimirze, który mógł zostać wyniesiony do rangi władcy księstwa po 831 r., a więc po zawarciu pokoju między Frankami a Bułgarami. Ratimir miał przejść na stronę Bułgarów, choć niewykluczone, iż był on od początku wyznaczony przez Bułgarów do administracji podbitymi przez nich terytoriami. Nie wiadomo dokładnie jakim obszarem władał. Prawdopodobnie w jego rękach znajdowała się wschodnia część niegdysiejszego księstwa Ljudevita. Siedzibę władcy prawdopodobnie również stanowił Sisak. Nitrzański władca Pribina (zob. Księstwo Nitrzańskie), wygnany przez władcę Państwa Wielkomorawskiego, Mojmira I, zbiegł do grafa Marchii Wschodniej, Ratboda, ok. 838 r. Ratbod, wedle przekazów, doprowadził Pribinę przed oblicze cesarza Ludwika Niemieckiego, gdzie został ochrzczony, lecz z nieznanych powodów Pribina zbiegł do Bułgarów, a następnie do Ratimira. Dołączył do niego również swoje niemałe siły militarne. Frankowie najprawdopodobniej ocenili to jako początek nowego buntu, ponieważ w 838 r. Ratbod najechał Dolną Panonię. Ratimir został pokonany i wygnany; prawdopodobnie zbiegł na południe, w stronę Dalmacji.
Pribina został i doszedł z Frankami do porozumienia, w wyniku czego otrzymał we władanie ziemie wokół jeziora Balaton (tzw. Księstwo Błatneńskie z ośrodkiem w Blatnohradzie), zastępując miejsce Kaganatu Awarskiego, po którego upadku w Górnej Panonii realnie nie było niczyjej władzy. W 861 r. Pribinę zastąpił jego syn – Kocel, którego w 874 r. podbił władca wielkomorawski – Świętopełk I. Obszar zajmowany przez Księstwo Błatneńskie wciąż pozostaje przedmiotem sporów historyków. Najprawdopodobniej jednak Pribina i Kocel nie władali obszarem Księstwa Dolnopanońskiego, lecz terytorium na północ od Drawy oraz Baranią i Međimurjem. Nie ma jednoznacznych dowodów, że Pribina lub Kocel rozszerzyli swoją władzę na południe od Drawy.
Po Ratimirze Frankowie być może obsadzili tron Księstwa Dolnopanońskiego przedstawicielem chorwackich elit z Chorwacji Dalmatyńskiej, choć nie ma na to dowodów naukowych. Mogłoby to jednak tłumaczyć enigmatyczne podanie Konstantyna VII Porfirogenety, mówiące o tym, iż część Chorwatów oddzieliła się od większości w Dalmacji, zawładnęła Panonią i Ilirykiem, i wybrała suwerennego księcia, który rozsyłał wiele poselstw, m.in. do księcia Chorwacji Dalmatyńskiej, z którym utrzymywał przyjacielskie stosunki. Dawniej niektórzy historycy, powołując się na przywołane szczątkowe zapiski, postulowali istnienie kolejnego niezależnego księstwa chorwackiego, gdzieś na zachodzie międzyrzecza Drawy i Sawy. Obecnie większość historyków jest zgodna, iż w ciągu IX w. władza książąt Chorwacji Dalmatyńskiej nie przekroczyła południowej granicy Księstwa Dolnopanońskiego, a drugie niezależne księstwo chorwackie na tym obszarze nie istniało.

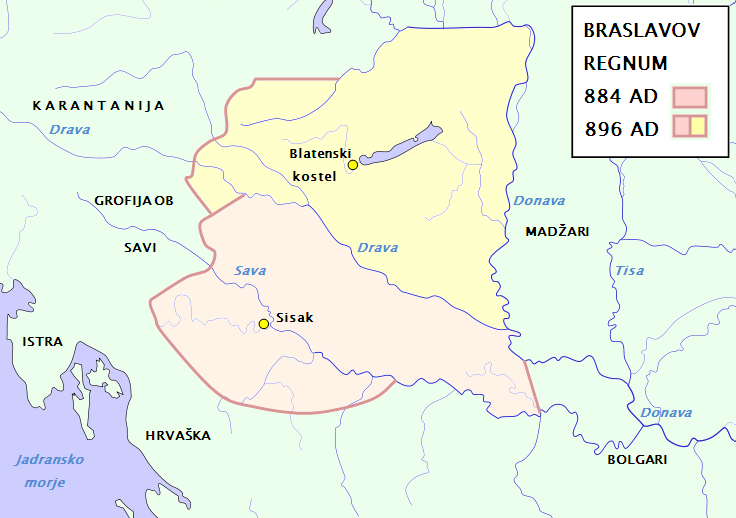
Jedna z koncepcji terytorium, nad którym władał książę Braslav

### Braslav
Braslav po raz pierwszy w źródłach pojawia się na jesień 884 r., kiedy – przy rzece na zachodnich zboczach Lasu Wiedeńskiego – wyraża swoje posłuszeństwo cesarzowi Karolowi Otyłemu. Władca Księstwa Dolnopanońskiego i frankijski wasal, występuje wraz z tytułem dux (książę), jednak ponownie, tak jak u poprzedników, tytuł oznacza władzę terytorialną (między Drawą i Sawą), a nie etniczną. Terytorium Braslava nazywane jest regnum inter Dravum et Savum flumie.
W latach 60. IX w. zainteresowanie Franków i Bułgarów wzbudziło Państwo Wielkomorawskie, wyraźnie rosnące w siłę pod rządami Świętopełka, który do początku lat 90. zajął całą północną Panonię, aż do Drawy. Z tego powodu król Arnulf z Karyntii skierował we wrześniu 892 r. poselstwo do bułgarskiego chana Włodzimierza Rasate, aby zawiązać sojusz i podjąć wspólne działania przeciwko Morawianom. Według przekazów przedstawiciele Arnulfa skierowani do Bułgarii opuścili Księstwo Dolnopanońskie, którym wówczas władał Braslav, rzeką Odrą, Kupą i Sawą, obawiając się, że na lądzie zaskoczą ich ludzie Świętopełka. Kolejny raz na kartach historii Braslav pojawia się w roli doradcy, który z królem Arnulfem, na wiosnę 892 r., w Hengstfeld w dzisiejszej Styrii, rozważa najlepszy czas i miejsce ataku na księcia Świętopełka. Możliwe, że Braslav osobiście uczestniczył w ofensywie, którą Arnulf przeprowadził w lipcu 892 r. przeciwko Świętopełkowi, jednak źródła na ten temat milczą.

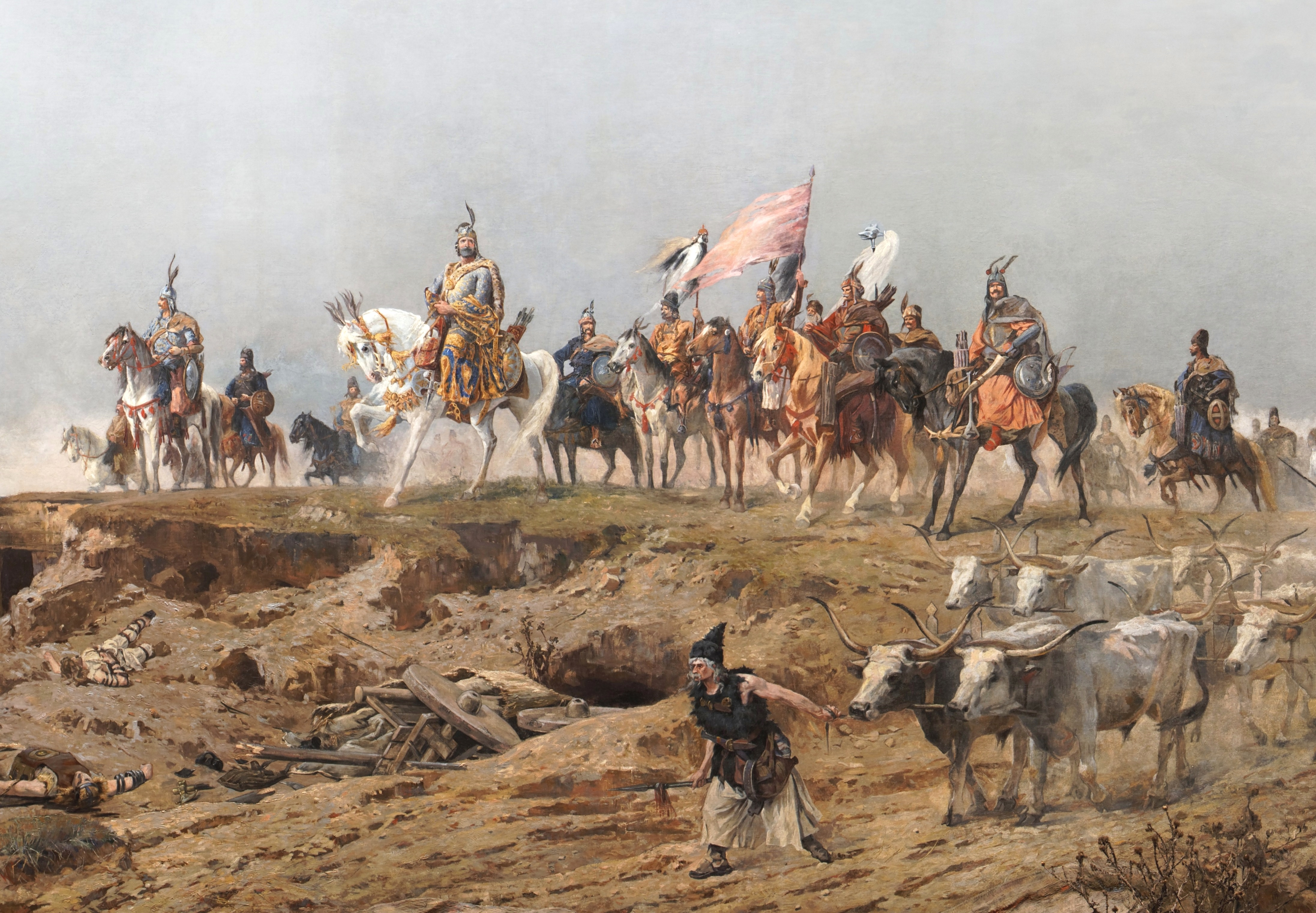
Przybycie Węgrów – Árpád Feszty

### Najazd węgierski
Szybko okazało się, że prawdziwe zagrożenie nie pochodzi z Moraw, lecz od nowo przybyłych na mapę średniowiecznej Europy – Węgrów. Madziarzy w 894 r. najechali Panonię i w krótkim czasie dokonali jej grabieży i spustoszenia, posługując się brutalną przemocą. Od tego momentu rozpoczął się kolejny rozdział w historii niziny Panońskiej. W obliczu nowego zagrożenia, Frankowie i Morawianie, już na jesień 894 r. (krótko po śmierci Świętopełka) zawarli pokój. Dalszym krokiem Arnulfa z Karyntii, mającym na celu wzmocnienie obrony państwa, było powierzenie Braslavowi, w 896 r., obrony Księstwa Dolnopanońskiego, wraz z niegdysiejszym krajem Pribiny i Kocela. Wtedy to, pierwszy raz od ustanowienia frankijskiej władzy, obszar na południe i na północ od Drawy znalazł się w rękach jednego księcia. Nie jest znana rola Braslava w konflikcie z Węgrami. Źródła milczą, czy Braslav musiał stawić opór Węgrom, kiedy ci, późnym latem 900 r., pustoszyli północną Panonię. Nie ma wątpliwości, że pod węgierskim naporem frankijska administracja doświadczyła ostatecznego załamania na początku X w., a wraz z nią upadło Księstwo Dolnopanońskie i Błatneńskie. Siły księstw plemiennych nie mogły się równać z węgierską konnicą. Braslav znika z kart historii w ciągu kolejnych lat postępującej węgierskiej migracji. Madziarzy z centralnych obszarów Panonii często wędrowali w kierunku Italii (w latach 919, 921, 922, 926), ale ich główny szlak prowadził przez Ptuj, Celja i dolinę Vipavską, tak więc Sisak wraz z okolicą pozostawał poza ich głównym obszarem zainteresowania. Dzięki temu ośrodek mógł zostać oszczędzony, choć wydaje się nieprawdopodobne, aby Węgrzy nigdy nie najechali tak ważnej lokacji. Złupienie Księstwa Dolnopanońskiego w czasie, kiedy Węgrzy, z powodu swojego koczowniczego trybu życia nie byli w stanie stworzyć organizacji państwowej, zaowocowało pozostawieniem obszaru między Drawą i Sawą bez władzy.
Nie wiadomo dokładnie kiedy Sisak znalazł się w rejonie wpływów Chorwacji Dalmatyńskiej, a później – Królestwa Chorwacji. Na synodzie splickim w 928 r. chorwackiemu biskupowi z Ninu, Grzegorzowi, zaoferowano biskupstwo w Sisaku, jako dobrze zaludnione, z odpowiednią ilością duchowieństwa. Niewykluczone, iż biskupstwo w Sisaku było kontynuacją diecezji późnoantycznej, choć są to tylko przypuszczenia. Informacja o odpowiedniej ilości duchowieństwa w tym rejonie może również potwierdzać podanie Konstantyna Porfirogenety o odłączeniu się części Chorwatów z Dalmacji i udaniu się do Dolnej Panonii. Niewykluczone, że Chorwacja Dalmatyńska przejęła Sisak po najazdach Bułgarów, lecz wiadomo, że pierwiastek chorwacki w rejonie Sisaka był słaby, ponieważ nazwa Chorwaci rozmyła się w szerszej tożsamości słowiańskiej. Sisak pozostał sekundarnym ośrodkiem Królestwa Chorwacji na obrzeżach Panonii. Nie wiadomo jednak, czy w Sisaku nadal zasiadał jakiś książę (lub ban) i jak daleko sięgała chorwacka władza poza Sisak. Najpóźniej w czasach Tomisława (po ok. 910 r.), a prawdopodobnie i wcześniej, Sisak znalazł się w strefie wpływów Chorwatów z Dalmacji.

### Literatura podstawowa
- Neven Budak, Tomislav Raukar: Hrvatska povijest srednjeg vijeka. Zagrzeb: Školska knjiga, 2006. ISBN 953-0-30713-6. (chorw.).
- Neven Budak: Povijest hrvatskih zemalja u srednjem vijeku. Wyd. II. T. I: Hrvatska povijest od 550. do 1100. Zagrzeb: Leykam international, 2019, seria: Hrvatska povijest. ISBN 978-953-340-061-7. (chorw.).
- Neven Budak. Sisak u ranom srednjem vijeku. „Radovi : Radovi Zavoda za hrvatsku povijest Filozofskoga fakulteta Sveučilišta u Zagrebu”. 27, s. 171-174, 1994. Zagrzeb. ISSN 0353-295X. (chorw.).
- Maciej Czerwiński: Chorwacja. Dzieje, kultura, idee. Kraków: Międzynarodowe Centrum Kultury, 2020. ISBN 978-83-66419-09-4.
- Krešimir Filipec: Donja Panonija od 9. do 11. stoljeća. Sarajewo: Uniwersytet w Sarajewie, 2015. [dostęp 2021-09-07]. (chorw.).
- Hrvoje Gračanin, Silvija Pisk: Sjeverozapadna Hrvatska u ranome srednjem vijeku. W: Nova zraka u europskom svjetlu. Hrvatske zemlje u ranome srednjem vijeku (oko 550 – oko 1150). Zagrzeb: Matica hrvatska, 2015, s. 345–366. ISBN 978-953-150-942-8. (chorw.).
- Hrvoje Gračanin: Sjeveroistočna Hrvatska u ranome srednjem vijeku. W: Nova zraka u europskom svjetlu. Hrvatske zemlje u ranome srednjem vijeku (oko 550 – oko 1150). Zagrzeb: Matica hrvatska, 2015, s. 367–384. ISBN 978-953-150-942-8. (chorw.).
- Hrvoje Gračanin. Od Hrvata pak koji su stigli u Dalmaciju odvojio se jedan dio i zavladao Ilirikom i Panonijom: Razmatranja uz DAI c. 30, 75-78. „Povijest u nastavi”. VI, s. 67–76, 2008. Zagrzeb. [dostęp 2021-09-07]. (chorw.).
- Hrvoje Gračanin. Bugari, Franci i južna Panonija u IX. stoljeću. Reinterpretacija povijesnih izvora. „VIII. međunarodni znanstveni skup "Hrvati i Bugari kroz stoljeća - povijest, kultura, umjetnost i jezik"”, s. 3-22, 2013. Zagrzeb - Đakovo. [dostęp 2021-09-07]. (chorw.).
- Franjo Šanjek: Povijest Hrvata. T. I: Srednji vijek. Zagrzeb: Školska Knjiga, 2003. ISBN 953-0-60573-0. (chorw.).

### Literatura dodatkowa
- Hrvoje Gračanin: Južna Panonija u kasnoj antici i ranom srednjovjekovlju (od konca 4. do konca 11. stoljeća). Zagrzeb: Plejada, 2011. ISBN 978-953-7782-02-3. (chorw.).
- Ivo Goldstein. Ponovno o Srbima u Hrvatskoj u 9. stoljeću.. „Historijski zbornik”. XXXVII. s. 235–246. [dostęp 2021-09-07]. (chorw.).